# Indisk rotting
Indisk rotting (Calamus rotang), är en enhjärtbladig växtart som beskrevs av Carl von Linné. Indisk rotting ingår i släktet Calamus och familjen Arecaceae. Inga underarter finns listade i Catalogue of Life.

## Egenskaper
Indisk rotting växer i tropiska Asien och är till skillnad från vanliga palmer en lian, som klättrar med hjälp av sina stora taggiga blad. Den sällan mer än 5 centimeter tjocka stammen kan bli 150 meter lång. Den är massiv men mycket smidig, och rotting har fått mångsidig användning till möbler, korgar, promenadkäppar med mera och i sina hemländer till bland annat hängbroar. 
Året 2008 var i Sydostasien cirka 10 000 personer sysselsatt med framställning av varor från växten (se vidare rotting). I mindre utsträckning framställs vin från växtens frukter, och de ätliga fröerna säljs på marknader.
De sammansatta bladen når en längd av 60 till 90 cm och varje bladskiva blir 20 till 23 cm lång och 1,3 till 2 cm bred. På en eller på båda sidor av bladskivan kan det finnas taggar. Artens mogna frukter har en ljusgul färg, har en diameter av 1,5 till 2 cm och ett täckande skikt som påminner om kottfjäll i utseende.
Indisk rotting lever i fuktiga skogar med syrerik mark som innehåller många organiska ämnen. Den kan inte uthärda frost. På växten registrerades flera olika skadliga svampar och den drabbas dessutom av insektslarver som borrar i veden.

## Bildgalleri

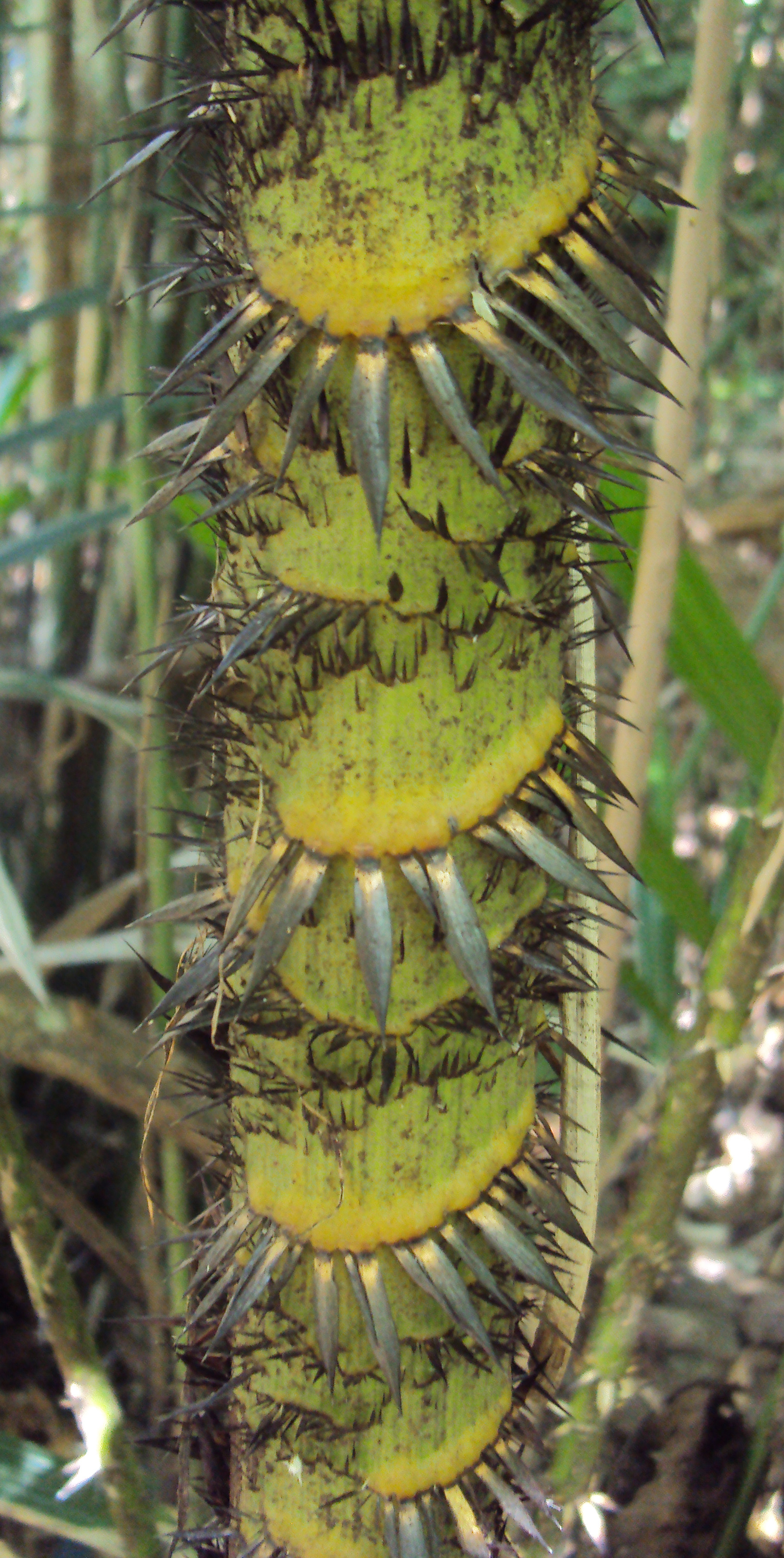
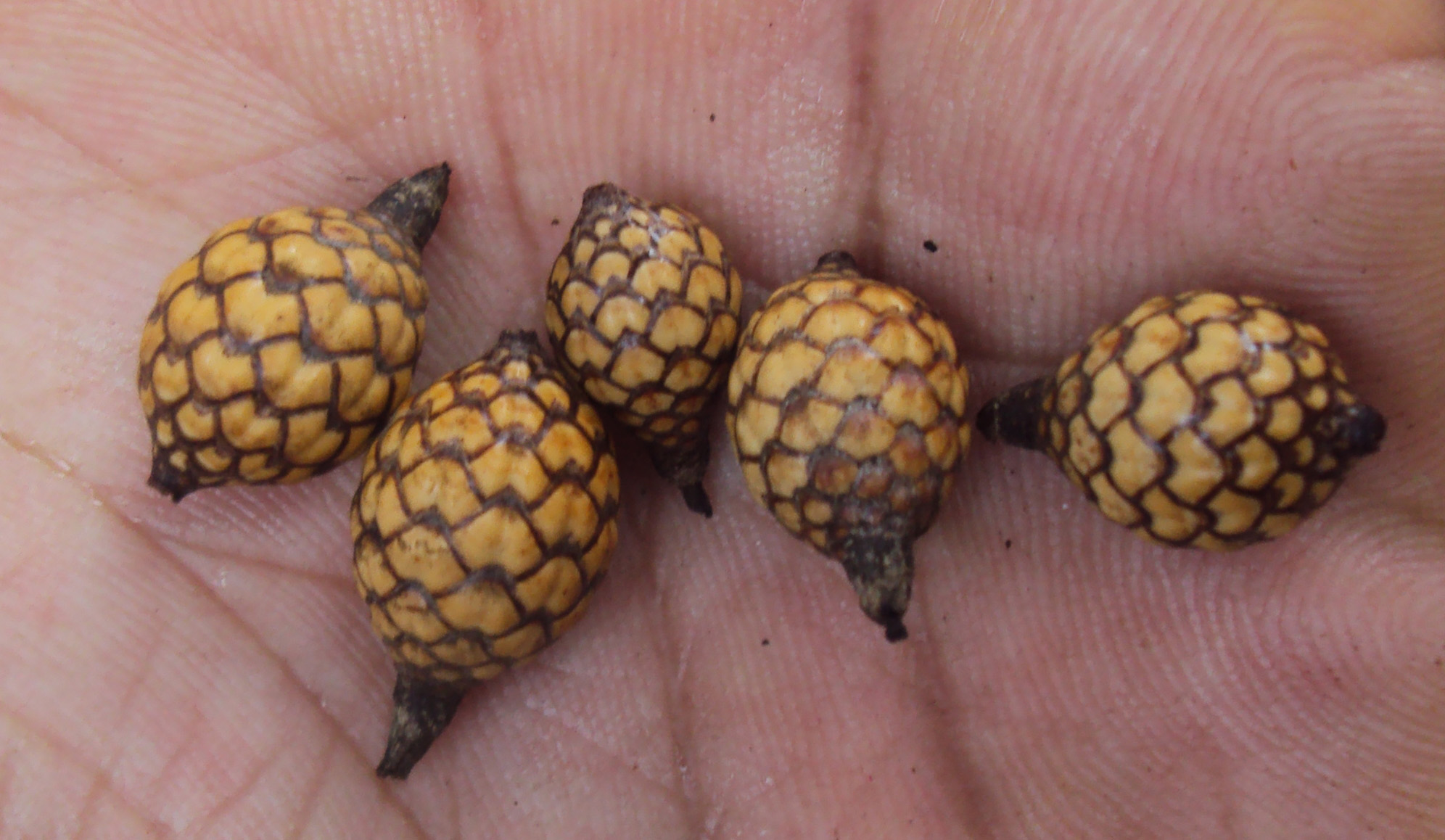
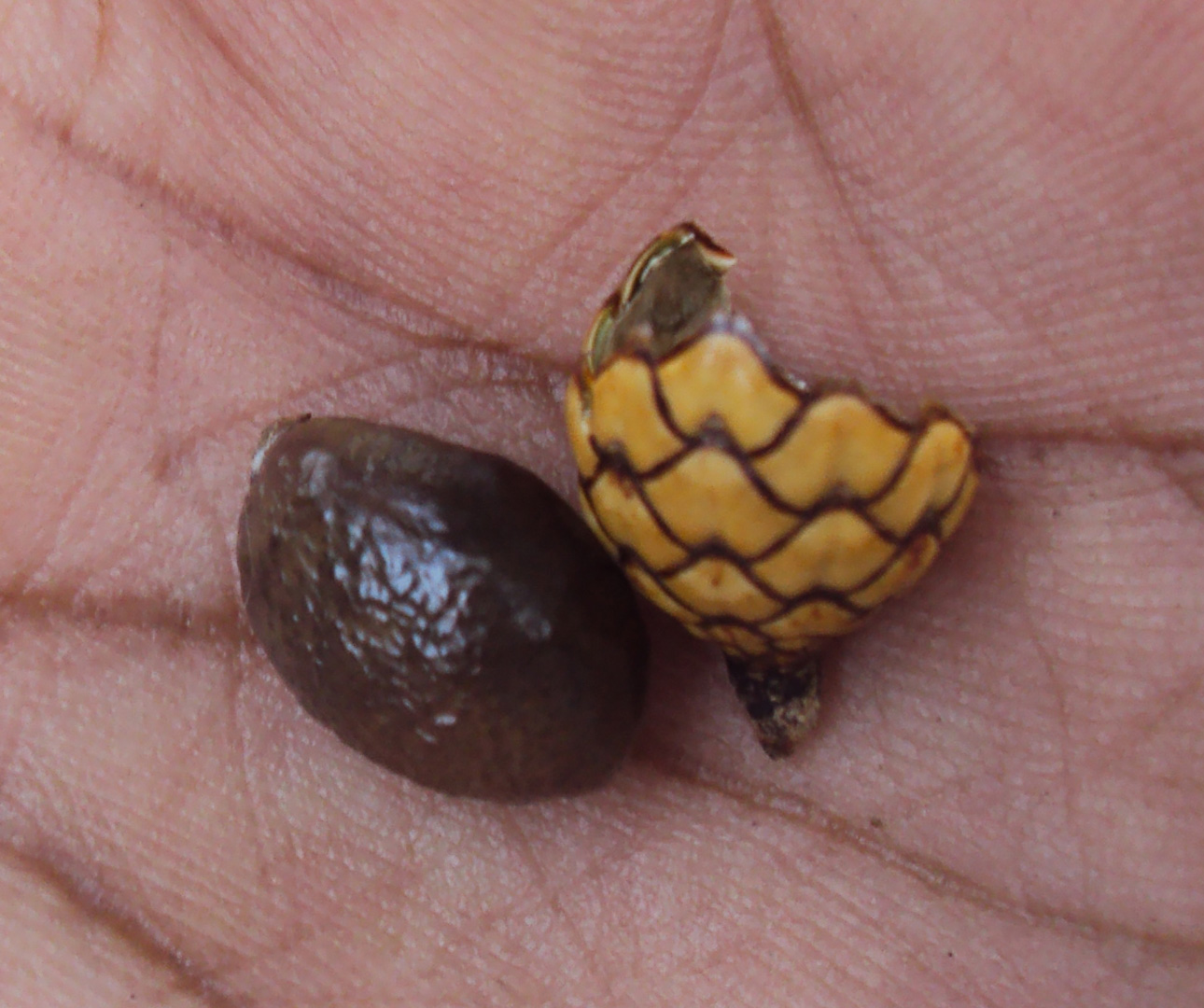
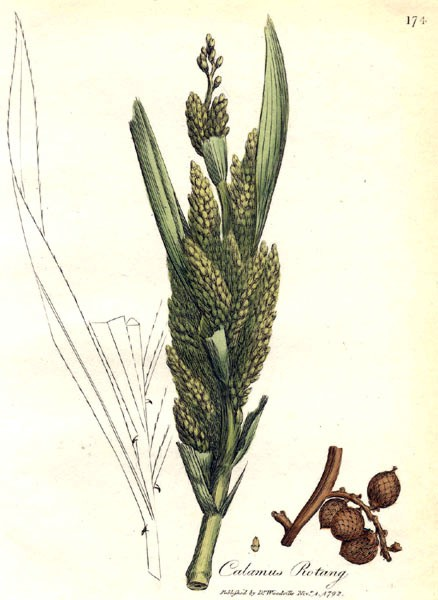